# Эквус
«Эквус» (лат. Equus — лошадь) — драма кинорежиссёра Сидни Люмета по одноимённой нашумевшей пьесе Питера Шеффера (1973). Премьера фильма состоялась в октябре 1977 года в Великобритании.

## Сюжет
Хэмпшир, Великобритания. Психиатр Мартин Дайсарт расследует жестокое ослепление шести лошадей острым металлическим предметом, совершённое скромным семнадцатилетним юношей Аланом Стрэнгом, единственным сыном упрямого, но робкого в душе отца и благовоспитанной, религиозной матери. После того, как Дайсарт понимает, в чем состоит причина одержимости юноши, ему предстоит противостоять собственным демонам.

## В ролях
- Ричард Бёртон — Мартин Дайсарт
- Питер Фёрт — Алан Стрэнг
- Колин Блэйкли — Фрэнк Стрэнг
- Джоан Плаурайт — Дора Стрэнг
- Гарри Эндрюс — Гарри Долтон
- Айлин Эткинс — Эстер Сэломан
- Дженни Эгаттер — Джилл Мэйсон

## Съёмочная группа
- Режиссёр-постановщик: Сидни Люмет
- Сценарист: Питер Шеффер
- Продюсеры: Эллиотт Кастнер, Лестер Перски
- Композитор: Ричард Родни Беннетт
- Оператор-постановщик: Освальд Моррис
- Монтажёр: Джон Виктор-Смит

## Награды и номинации
- 1977 — Национальный совет кинокритиков США: фильм вошёл в десятку лучших[1]
- 1978 — Премия «Оскар»:[2]
- номинация на лучшую мужскую роль — Ричард Бёртон
- номинация на лучшую мужскую роль второго плана — Питер Фёрт
- номинация на лучший адаптированный сценарий — Питер Шеффер
- 1978 — премия «Золотой глобус»:[3]
- лучшая мужская роль — Ричард Бёртон
- лучшая мужская роль второго плана — Питер Фёрт
- 1978 — Премия BAFTA:
  - лучшая женская роль второго плана — Дженни Эгаттер[4]
  - номинация на премию Энтони Асквита за лучшую музыку к фильму — Ричард Родни Беннетт[5]
  - номинация на лучший сценарий — Питер Шеффер[6]
  - номинация на лучшую мужскую роль второго плана — Колин Блэйкли[7]
  - номинация на лучшую женскую роль второго плана — Джоан Плаурайт[4]
- 1978 — Премия Канзасского кружка кинокритиков за лучшую мужскую роль второго плана — Питер Фёрт[8]